# Valromey-sur-Séran
Valromey-sur-Séran é uma comuna francesa na região administrativa da Auvérnia-Ródano-Alpes, no departamento de Ain. Estende-se por uma área de 56.71 km². Em 2010 a comuna tinha 1 339 habitantes (densidade: 23,6 hab./km²).
Foi criada em 1 de janeiro de 2019, a partir da fusão das antigas comunas de Belmont-Luthézieu, Lompnieu, Sutrieu e Vieu.